# Bahía de Luga
La bahía de Luga (del ruso: Лужская губа) es una bahía rusa, pequeña y poco profunda, localizada en la costa sur del golfo de Finlandia. Administrativamente, pertenece al óblast de Leningrado.
La bahía tiene una anchura de unos 15 km y se adentra en el continente casi 20 km. La península Kurgalsky separa esta bahía de la bahía de Narva, al oeste, mientras que la península Soikinsky la separa de la bahía de Koporie, al este. El río Luga, de 353 km de longitud, desemboca en la bahía, cerca de la localidad de Ust-Luga, con apenas 2 000 habitantes en el año 2007 pero en la que se están realizando importantes inversiones en el puerto, que cuenta con terminales para el carbón y fertilizantes y en el que se quiere finalizar un oleoducto. Permite atracar barcos de hasta 150.000 toneladas.
La bahía permanece libre de hielo 326 días al año.